# California Man
Pour plus de détails, voir Fiche technique et Distribution.
California Man (Encino Man), ou L'Homme d'Encino au Québec, est une comédie américaine réalisée par Les Mayfield, sortie en 1992.

## Synopsis
En Californie, deux copains d'enfance, Dave et Stoney, découvrent un homme des cavernes prisonnier d'une épaisse couche de glace mais qui a maintenu intactes ses fonctions vitales. Au Québec, il est surnommé « Shainon » ou « Shainovich Bomoski ».
Dave croit que l'homme des cavernes le rendra populaire et cool mais une fois qu'il deviendra gênant, il compte bien s'en débarrasser ; ce qui met Stoney, qui ne veut qu'être son ami, hors de lui. Baptisé Link (Linkavitch Chomofsky), il va leur apprendre la cool attitude et les clefs du succès auprès des filles.

## Fiche technique
- Titre original : Encino Man
- Titre français : California Man
- Titre québécois : L'Homme d'Encino
- Réalisation : Les Mayfield
- Scénario : George Zaloom et Shawn Schepps
- Musique : J. Peter Robinson
- Photographie : Robert Brinkmann
- Montage : Michael Kelly & Eric A. Sears
- Production : George Zaloom
- Sociétés de production : Encino Man Productions & Hollywood Pictures
- Société de distribution : Buena Vista Pictures
- Pays de production :  États-Unis
- Langue originale : anglais
- Format : couleur - Dolby - 35 mm - 1.85:1
- Genre : comédie
- Durée : 88 minutes
- Budget : $ 7.5 millions
- Dates de sorties : 22 mai 1992 (États-Unis), 6 août 1992 (Allemagne), 27 août 1992 (Australie), 11 septembre 1992 (Espagne), 27 novembre 1992 (Portugal), 7 mai 1993 (Hongrie), 4 août 1993 (France)

## Distribution
Légende : VF = Version Française[réf. nécessaire] et VQ = Version Québécoise
- Sean Astin (VF : Thierry Ragueneau ; VQ : Olivier Visentin) : Dave Morgan
- Brendan Fraser (VF : Jean-Jacques Nervest ; VQ : Bernard Fortin) : Link
- Pauly Shore (VF : Emmanuel Karsen ; VQ : Sébastien Dhavernas) : Stoney Brown
- Megan Ward (VQ : Geneviève De Rocray) : Robyn Sweeney
- Robin Tunney (VF : Françoise Cadol ; VQ : Johanne Léveillé) : Ella
- Michael DeLuise (VF : Julien Kramer ;VQ : François Godin) : Matt Wilson
- Ke Huy Quan : Kim
- Mariette Hartley (VQ : Claudine Chatel) : Mme. Morgan
- Richard Masur : M. Morgan
- Ellen Blain (VQ : Émilie Durand) : Teena Morgan
- Rick Ducommun : M. Brush
- Michole White : Kathleen
- Furley Lumpkin : Le professeur de Sciences
- Steven Elkins : M. Beady
- Rose McGowan : Nora
- Sicily Rossomando : Señorita Vasquez
- Erick Avari : Raji
- Gerry Bednob : Kashmir
- Mark Adair-Rios : Peyton
- Vince Lozano : Charlie

## Commentaires
Le film a été tourné dans la Vallée de San Fernando en Californie.
Un téléfilm nommé Préhistoire d'amour (Encino Woman) de deux heures, conçu comme une suite du film, a été produit et diffusé sur American Broadcasting Company le 20 avril 1996. Le sujet est le réveil d'une jeune et jolie femme endormie depuis un million d'années.